# Bílsko (Údrnice)
Bílsko (německy Bilsko) je vesnice, část obce Údrnice v okrese Jičín. Nachází se asi 3 km na jih od Údrnic. V roce 2009 zde bylo evidováno 57 adres. V roce 2001 zde trvale žilo 59 obyvatel.
Bílsko leží v katastrálním území Bílsko u Kopidlna o rozloze 1,99 km2.

## Další fotografie

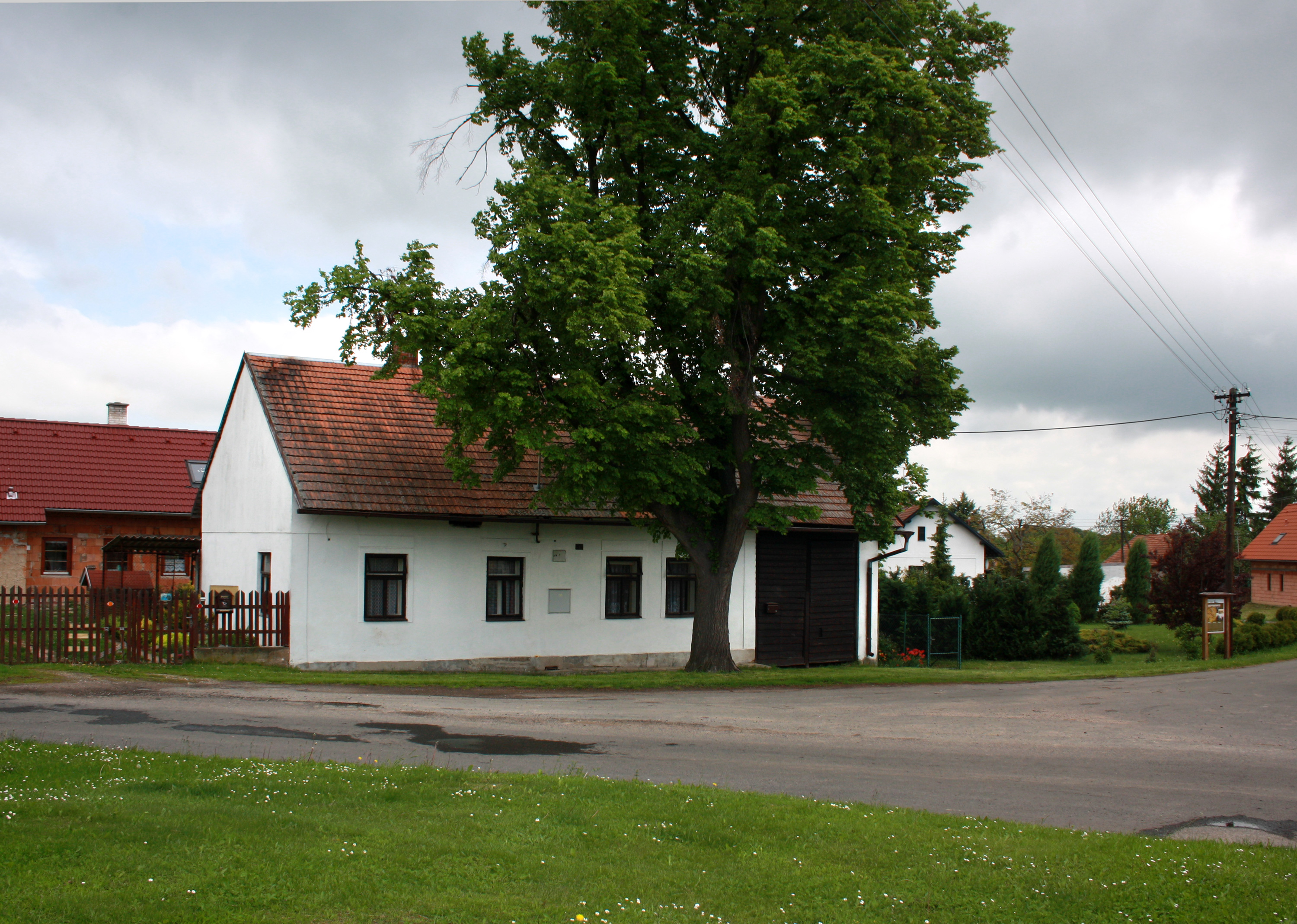
Horní část vesnice
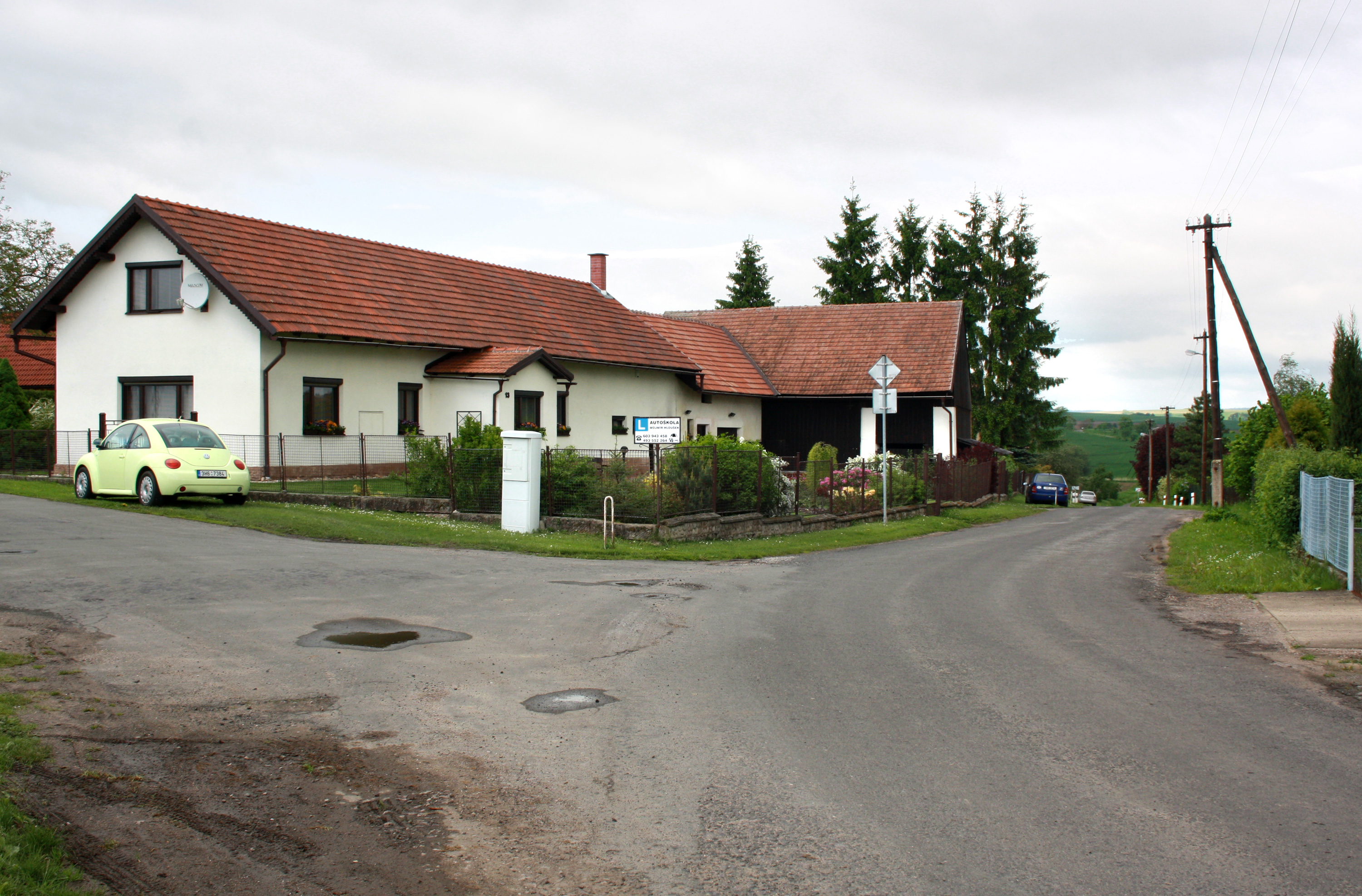
Hlavní silnice